# 윌리엄 몰턴 마스턴
윌리엄 몰턴 마스턴(영어: William Moulton Marston, 1893년 5월 9일 ~ 1947년 5월 2일)은 미국의 심리학자, 발명가, 만화 스토리 작가이다. 아내 엘리자베스 홀러웨이 마스턴과 또 다른 아내 올리브 번에게서 영감을 받아 오늘날 가장 유명한 여성 슈퍼히어로 캐릭터 원더우먼을 창조하였다. 만화가로서는 찰스 몰턴(Charles Moulton)이라는 필명을 썼다. 본업인 심리학자로서는 거짓말 탐지기를 발명한 업적이 있다.
1947년 피부암으로 53세에 사망했다.

## 같이 보기
- 휴고 뮌스터버그